# ایوان سونوف
ایوان سونوف (به بلغاری: Иван Цонов؛ زادهٔ ۳۱ ژوئیهٔ ۱۹۶۶) کشتی‌گیر سابق و مربی کشتی آزاد اهل بلغارستان است. سونوف مدال نقره بازی‌های المپیک ۱۹۸۸ و یک مدال طلا (۱۹۹۲)، سه نقره (۱۹۹۴، ۱۹۹۶، ۱۹۹۹) و دو برنز (۱۹۹۰، ۱۹۹۵) از مسابقات قهرمانی کشتی اروپا کسب کرده است. او همچنین در دوره‌های مختلف سرمربی تیم ملی کشتی آزاد بلغارستان بوده است و این تیم را در قهرمانی جهان ۲۰۰۱ صوفیه به نایب‌قهرمانی رساند.